# What’s Really Good
What’s Really Good – bootleg amerykańskiego rapera, Cam’rona, wydany w 2004 roku. Był dostępny na stronie internetowej www.deathrowrecords.com, która już nie istnieje. Wystąpili na nim między innymi DMX, The Diplomats i Master P.

## Lista utworów
1. "Whats Really Good" (ft. DMX)
2. "The Bigger Picture" (ft. Juelz Santana)
3. "Bout It Bout It Part 3" (ft. Master P)
4. "Show You How To Do This (Remix)"
5. "I'm Ready"
6. "Built This City"
7. "Hey Ma Remix Intro"
8. "Hey Ma Remix" (ft. Toya)
9. "First Of The Month"
10. "Here We Go" (ft. Juelz Santana)
11. "Hate Me Know Freestyle"
12. "Champions Freestyle"
13. "This Is What I Do" (ft. Hell Rell)
14. "Champions" (ft. Dash, Kanye West, Beanie Sigel & Twista)
15. "I Really Mean It"
16. "You Know What I Want" (ft. Hell Rell)
17. "Free Freestyle" (ft. Jim Jones)
18. "I Love You"